# Ядерна енергетика Росії

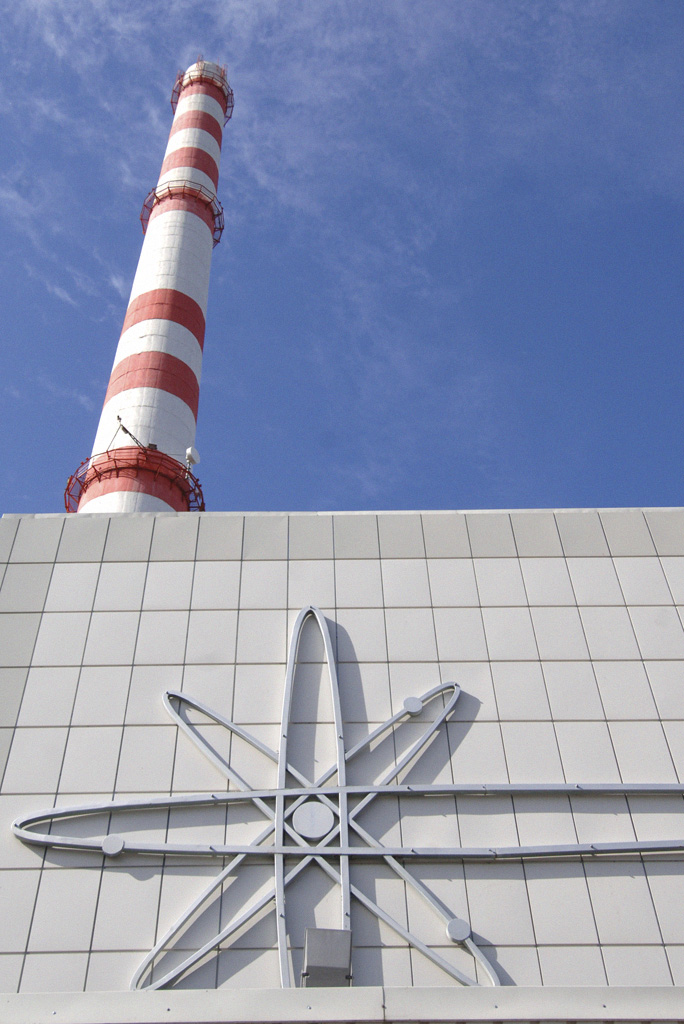
Ленінградська АЕС.

Ядерна енергетика Росії — галузь російської енергетики.
Росія має технологію атомної енергетики повного циклу: від видобутку уранових руд до вироблення електроенергії; володіє значними розвіданими запасами руд, а також запасами в збройовому вигляді.
Нині в Росії на 10 діючих АЕС експлуатується 35 енергоблоків загальною потужністю 29,036 МВт, з них 20 реакторів з водою під тиском — 12 ВВЕР-1000, 6 ВВЕР-440; 13 канальних киплячих реакторів — 11 РВПК-1000 і 4 ЕГП-6; 2 реактори на швидких нейтронах — БН-600 і БН-800.

## Історія
На кінець 1991 року в Російській Федерації перебувало в роботі 28 енергоблоків, загальною номінальною потужністю 20 242 МВт.
Від 1991 до 2015 року до мережі було підключено 6 нових енергоблоків загальною номінальною потужністю 6 964 МВт.
У 2002 році з експлуатації виведено першу в світі АЕС — Обнінську. Припинив роботу її єдиний реактор потужністю 6 МВт.
На кінець 2015 року в стадії будівництва перебувають 6 енергоблоків, не беручи до уваги двох блоків плавучої атомної електростанції малої потужності.
2007 року федеральна влада ініціювала створення єдиного державного холдингу «Атоменергопром», який об'єднує компанії Росенергоатом, ТВЕЛ, Техснабекспорт і Атомстройекспорт. 100 % акцій ВАТ «Атоменергопром» передавалося одночасно створеній Державній корпорації з атомної енергії «Росатом».

## Виробництво електроенергії
- За 2007 рік російські АЕС виробили 158,3 млрд кВт·год, що становило 15,9% від загального виробництва в Єдиній енергосистемі Росії.
Обсяг відпущеної електроенергії становив 147,7 млрд кВт·год.
- 2008 року АЕС було вироблено 162,3 млрд кВт·год електроенергії.
Обсяг відпущеної електроенергії становив 151,57 млрд кВт·год.
2009 року російські АЕС виробили 163,3 млрд кВт·год електроенергії, що становило 16% від загального виробництва в Єдиній енергосистемі Росії.
Обсяг відпущеної електроенергії становив 152,8 млрд кВт·год.
- 2010 року АЕС Росії виробили 170,1 млрд кВт·год електроенергії, що становило 16,6% від загального виробництва в Єдиній енергосистемі Росії.
Обсяг відпущеної електроенергії становив 159,4 млрд кВт·год.
- 2011 року російські атомні станції виробили 172,7 млрд кВт·год, що становило 16,6% від загального виробництва в Єдиній енергосистемі Росії.
Обсяг відпущеної електроенергії становив 161,6 млрд кВт·год.
- 2012 року російські атомні станції виробили 177,3 млрд кВт·год, що становило 17,1% від загального виробництва в Єдиній енергосистемі Росії. Обсяг відпущеної електроенергії становив 165,727 млрд кВт·год.
- 2016 року АЕС Росії виробили 196,366 млрд кВт год електроенергії, що становило 18,3% від загального виробництва в Єдиній енергосистемі Росії.
- 2017 року АЕС Росії виробили 202,868 млрд кВт год електроенергії, що становило 18,9% від загального виробництва в Єдиній енергосистемі Росії.
- 2018 року АЕС Росії виробили 204,275 млрд кВт електроенергії, що становило 18,7% від загального виробництва в Єдиній енергосистемі Росії.
Відтеперь частка атомної генерації в загальному енергобалансі Росії досягає майже 19%. Високе значення атомна енергетика має в європейській частині Росії і особливо на північному заході, де вироблення на АЕС сягає 42 %.
Після запуску другого енергоблоку Волгодонської АЕС 2010 року, голова уряду Росії Володимир Путін озвучив плани доведення атомної генерації в загальному енергобалансі Росії з 16 % до 20-30 %. У розробках проекту Енергетичної стратегії Росії на період до 2030 року передбачено збільшення виробництва електроенергії на атомних електростанціях у 4 рази.

## Діючі АЕС

### Балаковська АЕС
Розташована поруч з містом Балаково, Саратовської області, на лівому березі Саратовського водосховища. Складається з чотирьох блоків ВВЕР-1000, введених в експлуатацію в 1985, 1987, 1988 і 1993 роках.
Балаковська АЕС — одна з чотирьох найбільших в Росії АЕС, однаковою потужністю по 4000 МВт. Щорічно вона виробляє понад 30 мільярдів кВт·год електроенергії. З введенням другої черги, будівництво якої скасовано, станція могла зрівнятися з найпотужнішою в Європі Запорізької АЕС.
Балаковська АЕС працює в базовій частині графіка навантаження Об'єднаної енергосистеми Середньої Волги.

### Білоярська АЕС

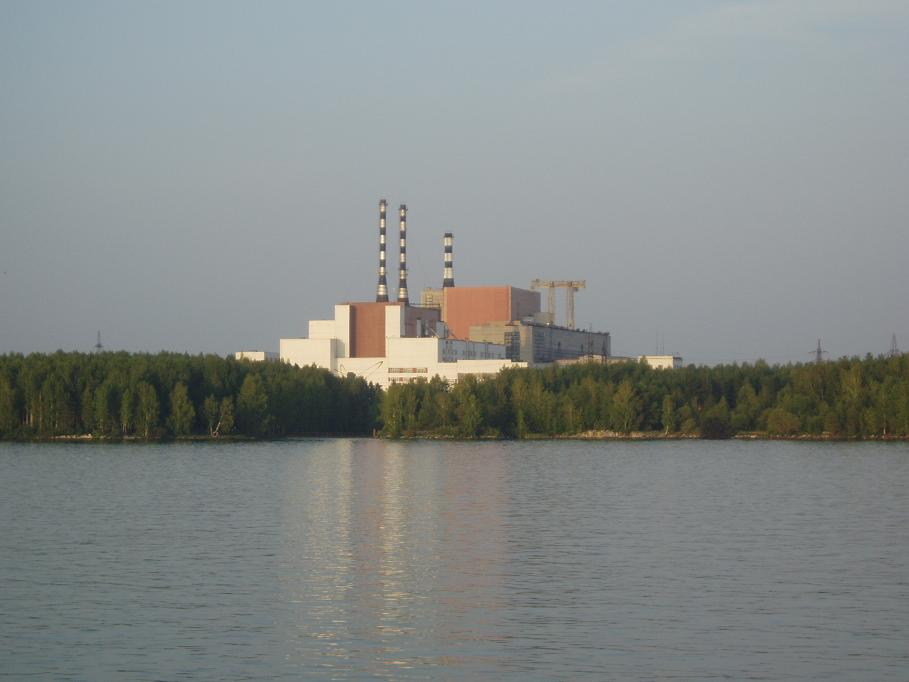
Білоярська АЕС

Розташована в місті Зарічний, в Свердловській області, друга промислова атомна станція в країні (після Сибірської).
Друга промислова атомна станція в країні (після Сибірської), єдина в Росії АЕС з різними типами реакторів на одному майданчику. 
На станції були споруджені чотири енергоблоки: два з реакторами на теплових нейтронах (пуски в 1964 і 1967 роках, виведені з експлуатації в 1983 і 1990 роках) і два з реактором на швидких нейтронах(пуски в 1980 і 2015 роках). Енергоблоки № 3 і № 4 з реакторами на швидких нейтронах БН-600 і БН-800 знаходяться в стадії поточної експлуатації.
Перші два енергоблоки з водографітовими канальними реакторами АМБ-100 і АМБ-200 функціонували в 1964–1981 і 1967—1989 роках і були зупинені у зв'язку з виробленням ресурсу. Паливо з реакторів вивантажено і перебуває на тривалому зберіганні в спеціальних басейнах витримки, розміщених в одній будівлі з реакторами. Всі технологічні системи, робота яких не вимагається за умовами безпеки, зупинені. У роботі перебувають лише вентиляційні системи для підтримки температурного режиму в приміщеннях і система радіаційного контролю, роботу яких забезпечує цілодобово кваліфікований персонал. У квітні 2014 розпочато роботи по розбору реакторів.
Енергоблок № 3 з реактором БН-600 електричною потужністю 600 МВт, введено в експлуатацію в квітні 1980 року — найперший у світі енергоблок промислового масштабу з реактором на швидких нейтронах.
4-й енергоблок з реактором БН-800 потужністю 880 Мвт.  Запуск реактора відбувся 10 грудня 2015 року, промислова експлуатація проводиться з 1 листопада 2016 року. Кошторисна вартість блоку — $ 1,2 млрд. Конструктор ДКБМ ім. І.І.Афрікантова. Енергоблок покликаний істотно розширити паливну базу атомної енергетики і мінімізувати радіоактивні відходи за рахунок організації замкнутого ядерно-паливного циклу.
У 2020 році на Гірничо-хімічному комбінаті виготовлене повне перевантаження уран-плутонієвого МОКС-палива для реактора на швидких нейтронах БН-800 Білоярської АЕС в кількості 169 ТВЗ. Їх завантаження в реактор заплановане на січень 2021 року. Завершення переходу до повного завантаження активної зони реактору БН-800 уран-плутонієвим паливом відбудеться у 2022 році. Вперше в історії російської атомної енергетики забезпечити експлуатацію "швидкого" реактора з використанням виключно МОКС-палива.
Встановлена потужність АЕС на 2018 рік - 1,485 ГВт, що становить близько 16% електроенергії Свердловської області.

### Білібінська АЕС
Розташована поруч з містом Білібіно Чукотського автономного округу. Складається з чотирьох блоків ЕГП-6 потужністю по 12 МВт, введених в експлуатацію в 1974 (два блоки), 1975 і 1976 роках.
Виробляє електричну і теплову енергію.

### Калінінська АЕС
Калінінська АЕС — одна з чотирьох найбільших в Росії АЕС, однаковою потужністю по 4000 МВт. Розташована на півночі Тверської області, на південному березі озера Удомля і неподалік від однойменного міста.
Складається з чотирьох енергоблоків, з реакторами типу ВВЕР-1000, електричною потужністю 1000 МВт, які були введені в експлуатацію в 1984, 1986, 2004 і 2011 роках.
4 червня 2006 року підписано угоду про будівництво четвертого енергоблоку, який ввели в дію в 2011 році.

### Кольська АЕС
Розташована поруч з містом Полярні Зорі Мурманської області, на березі озера Імандра. Складається з чотирьох блоків ВВЕР-440, введених в експлуатацію в 1973, 1974, 1981 і 1984 роках.
Потужність станції — 1760 МВт.

### Курська АЕС
Курська АЕС — одна з чотирьох найбільших в Росії АЕС, однаковою потужністю по 1000 МВт. Розташована поруч з містом Курчатов Курської області, на березі річки Сейм. Складається з чотирьох блоків РВПК-1000, введених в експлуатацію в 1976, 1979, 1983 і 1985 роках.
Потужність станції — 4 ГВт.

### Ленінградська АЕС
Ленінградська АЕС — одна з чотирьох найбільших в Росії АЕС, загальна потужність енергоблоків складає 4200 1000 МВт. Розташована біля міста Сосновий Бор Ленінградської області, на узбережжі Фінської затоки. Складається з чотирьох блоків РВПК-1000, введених в експлуатацію в 1973, 1975, 1979 і 1981 роках. 2018 року було зупинено енергоблок №1 та введено в експлуатацію новий енергоблок ЛАЕС-2, що будується.
Потужність станції: 2007 року вироблення становило 24,635 млрд кВт·год.

### Нововоронезька АЕС
Розташована у Воронезькій області біля міста Воронежа, на лівому березі річки Дон. Складається з трьох блоків ВВЕР.
На 85 % забезпечує Воронезьку область електричною енергією, на 50 % забезпечує місто Нововоронеж теплом.

### Ростовська АЕС
Розташована в Ростовській області біля міста Волгодонськ. Електрична потужність першого енергоблоку становить 1000 МВт, 2010 року приєднано до мережі другий енергоблок станції.
У 2001—2010 роках станція мала назву «Волгодонська АЕС», з пуском другого енергоблоку АЕС станцію офіційно перейменовано в Ростовську АЕС.
2008 року АЕС виробила 8,12 млрд кВт-год електроенергії. Коефіцієнт використання встановленої потужності (КВВП) становив 92,45 %. З моменту пуску (2001) виробила понад 60 млрд кВт-год електроенергії.

### Смоленська АЕС
Розташована біля міста Десногорськ Смоленської області. Станція складається з трьох енергоблоків, з реакторами типу РВПК-1000, які введені в експлуатацію в 1982, 1985 і 1990 роках. До складу кожного енергоблоку входять: один реактор тепловою потужністю 3200 МВт і два турбогенератори електричною потужністю по 500 МВт кожен.

## Виробництво урану
Росія має розвідані запаси уранових руд, які на 2006 рік оцінюють у 615 тис. тонн.
Основна уранодобувна компанія Приаргунське виробниче гірничо-хімічне об'єднання, видобуває 93 % російського урану, забезпечуючи 1/3 потреби в сировині.
2009 року приріст виробництва урану становив 25 % у порівнянні з 2008 роком.
2018 року російська частка світового виробітку урану склала 14%, частка збагачення урану досягла 35%.

## Будівництво реакторів
У Росії існує велика національна програма з розвитку атомної енергетики, що включає будівництво 28 ядерних реакторів у найближчі роки.
Станом на початок 2018 року, Росія будує 39 атомних енергоблоків. З них 33 енергоблоки будується у 12 різних країнах світу та ще 6 енергоблоків всередині країни. Також будується плавуча АЕС "Академік Ломоносов".

### АЕС у процесі будівництва

#### Балтійська АЕС
Балтійську АЕС будують біля міста Німан, в Калінінградській області. Станція буде складатися з двох енергоблоків ВВЕР-1200. Будівництво першого блоку планувалося завершити в 2017 році, другого блоку — у 2018 році.
У середині 2013 року нібито було прийнято рішення про замороження будівництва.
У квітні 2014 року будівництво станції призупинено.

#### Білоярська АЕС-2
Проект «Білоярська АЕС-2» реалізується на майданчику Білоярської АЕС, включає в себе будівництво Білоярськ-4 з реактором БН-800.

#### Ленінградська АЕС-2
Є замісною для Ленінградської АЕС. На 2014 рік 2 блоки перебувають на стадії будівництва. Перший у високому ступені готовності, його планують запустити 2015 року, другий 2017-го. Ще два блоки очікуються до 2018 і 2019 років.

#### Нововоронезька АЕС-2
Є замісною для Нововоронезької АЕС. На 2015 рік 2 блоки перебувають у високому ступені готовності. Запуск першого запланований на кінець 2015 року, другого — на 2017 рік.

#### Ростовська АЕС
Ведеться будівництво 4-го енергоблоку. Пуск запланований на 2017 рік.

#### Плавуча АЕС «Академік Ломоносов»
Федеральне агентство з атомної енергії веде проект зі створення плавучих атомних електростанцій малої потужності.
АЕС «Академік Ломоносов», яка перебуває на стадії будівництва, буде першою у світі плавучою атомною електростанцією. Ввести станцію в експлуатацію планують 2016 року.

#### Інші
Також у розробці плани будівництва:
- Курської АЕС-2
- Кольської АЕС-2 (в Мурманській області)
- Нижньогородської АЕС
- Приморської АЕС (в Приморському краї)
- Тверської АЕС
- Сєвєрської АЕС (в Томській області)
- Смоленської АЕС-2

Можливе відновлення будівництва на закладених ще в 1980-х роках майданчиках, але за відновленими проектами:
- Башкирська АЕС
- Татарська АЕС
- Центральної АЕС (в Костромській області)
- Південно-Уральська АЕС (в Челябінській області)

## Перелік реакторів
| Назва            | Блок №. | Реактор | Реактор        | Статус       | Чиста потужність (MW) | Початок будівництва | Комерційне використання | Закриття          |
| Назва            | Блок №. | Тип     | Модель         | Статус       | Чиста потужність (MW) | Початок будівництва | Комерційне використання | Закриття          |
| ---------------- | ------- | ------- | -------------- | ------------ | --------------------- | ------------------- | ----------------------- | ----------------- |
| Балаково         | 1       | PWR     | ВВЕР-1000/320  | Функціонує   | 950                   | 1 грудня 1980       | 23 травня 1986          |                   |
| Балаково         | 2       | PWR     | ВВЕР-1000/320  | Функціонує   | 950                   | 1 серпня 1981       | 18 січня 1988           |                   |
| Балаково         | 3       | PWR     | ВВЕР-1000/320  | Функціонує   | 950                   | 1 листопада 1982    | 8 квітня 1989           |                   |
| Балаково         | 4       | PWR     | ВВЕР-1000/320  | Функціонує   | 950                   | 1 квітня 1984       | 22 грудня 1993          |                   |
| Балаково         | 5       | PWR     | ВВЕР-1000/320  | Незавершений | 950                   | 1987                |                         | 28 грудня 1992    |
| Балаково         | 6       | PWR     | ВВЕР-1000/320  | Незавершений | 950                   | 1987                |                         | 28 грудня 1992    |
| Білоярськ        | 1       | LWGR    | АМБ-100        | Відключений  | 102                   | 1 червня 1958       | 26 квітня 1964          | 1 січня 1983      |
| Білоярськ        | 2       | LWGR    | АМБ-200        | Відключений  | 146                   | 1 січня 1962        | 1 грудня 1969           | 1 січня 1990      |
| Білоярськ        | 3       | SFR     | БН-600         | Функціонує   | 560                   | 1 січня 1969        | 1 листопада 1981        |                   |
| Білоярськ        | 4       | SFR     | БН-800         | Функціонує   | 789                   | 18 липня 2006       | 10 грудня 2015          |                   |
| Білоярськ        | 5       | SFR     | БН-1200        | Заплановано  | 1100                  |                     |                         |                   |
| Білібіно         | 1       | LWGR    | ЕГП-6          | Відключений  | 11                    | 1 січня 1970        | 1 квітня 1974           | 14 січня 2019     |
| Білібіно         | 2       | LWGR    | ЕГП-6          | Функціонує   | 11                    | 1 січня 1970        | 1 лютого 1975           |                   |
| Білібіно         | 3       | LWGR    | ЕГП-6          | Функціонує   | 11                    | 1 січня 1970        | 1 лютого 1976           |                   |
| Білібіно         | 4       | LWGR    | ЕГП-6          | Функціонує   | 11                    | 1 січня 1970        | 1 січня 1977            |                   |
| Калінін          | 1       | PWR     | ВВЕР-1000/320  | Функціонує   | 950                   | 1 лютого 1977       | 12 червня 1985          |                   |
| Калінін          | 2       | PWR     | ВВЕР-1000/320  | Функціонує   | 950                   | 1 лютого 1982       | 3 березня 1987          |                   |
| Калінін          | 3       | PWR     | ВВЕР-1000/320  | Функціонує   | 950                   | 1 жовтня 1985       | 8 листопада 2005        |                   |
| Калінін          | 4       | PWR     | ВВЕР-1000/320  | Функціонує   | 950                   | 1 серпня 1986       | 25 грудня 2012          |                   |
| Калінінград      | 1       | PWR     | ВВЕР-1200/491  | Незавершений | 1109                  | 22 листопада 2012   |                         | 2018              |
| Калінінград      | 2       | PWR     | ВВЕР-1200/491  | Не будувався | 1109                  |                     |                         |                   |
| Кола             | 1       | PWR     | ВВЕР-440/230   | Функціонує   | 441                   | 1 травня 1970       | 28 грудня 1973          |                   |
| Кола             | 2       | PWR     | ВВЕР-440/230   | Функціонує   | 441                   | 1 травня 1970       | 21 листопада 1975       |                   |
| Кола             | 3       | PWR     | ВВЕР-440/213   | Функціонує   | 441                   | 1 квітня 1977       | 3 грудня 1982           |                   |
| Кола             | 4       | PWR     | ВВЕР-440/213   | Функціонує   | 441                   | 1 серпня 1976       | 6 грудня 1984           |                   |
| Кола II          | 1       | PWR     | ВВЕР-С-600     | Заплановано  | 600                   | (2028)              | (2034)                  |                   |
| Кола II          | 2       | PWR     | ВВЕР-С-600     | Заплановано  | 600                   | (2028)              | (2034)                  |                   |
| Курськ           | 1       | LWGR    | РБМК-1000      | Відключений  | 925                   | 1 червня 1972       | 12 жовтня 1977          | 19 грудня 2021    |
| Курськ           | 2       | LWGR    | РБМК-1000      | Відключений  | 925                   | 1 січня 1973        | 17 серпня 1979          | 31 січня 2024     |
| Курськ           | 3       | LWGR    | РБМК-1000      | Функціонує   | 925                   | 1 квітня 1978       | 30 березня 1984         |                   |
| Курськ           | 4       | LWGR    | РБМК-1000      | Функціонує   | 925                   | 1 травня 1981       | 5 лютого 1986           |                   |
| Курськ           | 5       | LWGR    | РБМК-1000      | Незавершений | 925                   | 1 грудня 1985       |                         | 15 серпня 2012    |
| Курськ           | 6       | LWGR    | РБМК-1000      | Незавершений | 925                   | 1 серпня 1986       |                         | 1 грудня 1993     |
| Курськ II        | 1       | PWR     | ВВЕР-TOI       | Будується    | 1115                  | 29 квітня 2018      |                         |                   |
| Курськ II        | 2       | PWR     | ВВЕР-TOI       | Будується    | 1115                  | 15 квітня 2019      |                         |                   |
| Курськ II        | 3       | PWR     | ВВЕР-TOI       | Заплановано  | 1115                  |                     |                         |                   |
| Курськ II        | 4       | PWR     | ВВЕР-TOI       | Заплановано  | 1115                  |                     |                         |                   |
| Ленінград        | 1       | LWGR    | РБМК-1000      | Відключений  | 925                   | 1 березня 1970      | 1 листопада 1974        | 21 грудня 2018    |
| Ленінград        | 2       | LWGR    | РБМК-1000      | Відключений  | 925                   | 1 червня 1970       | 11 лютого 1976          | 10 листопада 2020 |
| Ленінград        | 3       | LWGR    | РБМК-1000      | Функціонує   | 925                   | 1 грудня 1973       | 29 червня 1980          |                   |
| Ленінград        | 4       | LWGR    | РБМК-1000      | Функціонує   | 925                   | 1 лютого 1975       | 29 серпня 1981          |                   |
| Ленінград II     | 1       | PWR     | ВВЕР-1200/491  | Функціонує   | 1085                  | 25 жовтня 2008      | 29 жовтня 2018          |                   |
| Ленінград II     | 2       | PWR     | ВВЕР-1200/491  | Функціонує   | 1085                  | 15 квітня 2010      | 22 березня 2021         |                   |
| Ленінград II     | 3       | PWR     | ВВЕР-1200/491  | Будується    | 1085                  | 14 березня 2024     | (2030)                  |                   |
| Ленінград II     | 4       | PWR     | ВВЕР-1200/491  | Будується    | 1085                  | 20 березня 2025     | (2032)                  |                   |
| Нижній Новгород  | 1       | PWR     | ВВЕР-ТОІ       | Заплановано  | 1115                  |                     |                         |                   |
| Нижній Новгород  | 2       | PWR     | ВВЕР-ТОІ       | Заплановано  | 1115                  |                     |                         |                   |
| Нижній Новгород  | 3       | PWR     | ВВЕР-ТОІ       | Заплановано  | 1115                  |                     |                         |                   |
| Нижній Новгород  | 4       | PWR     | ВВЕР-ТОІ       | Заплановано  | 1115                  |                     |                         |                   |
| Нововронеж       | 1       | PWR     | ВВЕР-70        | Відключений  | 197                   | 1 липня 1957        | 31 грудня 1964          | 16 лютого 1988    |
| Нововронеж       | 2       | PWR     | ВВЕР-365       | Відключений  | 336                   | 1 червня 1964       | 14 квітня 1970          | 29 серпня 1990    |
| Нововронеж       | 3       | PWR     | ВВЕР-440/179   | Відключений  | 385                   | 1 липня 1967        | 29 червня 1972          | 25 грудня 2016    |
| Нововронеж       | 4       | PWR     | ВВЕР-440/179   | Функціонує   | 385                   | 1 липня 1967        | 24 березня 1973         |                   |
| Нововронеж       | 5       | PWR     | ВВЕР-1000/187  | Функціонує   | 950                   | 1 березня 1974      | 20 лютого 1981          |                   |
| Нововоронеж II   | 1       | PWR     | ВВЕР-1200/392M | Функціонує   | 1114                  | 24 червня 2008      | 27 лютого 2017          |                   |
| Нововоронеж II   | 2       | PWR     | ВВЕР-1200/392M | Функціонує   | 1114                  | 12 липня 2009       | 6 листопада 2019        |                   |
| Нововоронеж II   | 3       | PWR     | ВВЕР-TOI       | Заплановано  | 1255                  |                     |                         |                   |
| Нововоронеж II   | 4       | PWR     | ВВЕР-TOI       | Заплановано  | 1255                  |                     |                         |                   |
| Обнінськ         | 1       | LWGR    | AM-1           | Відключений  | 5                     | 1 січня 1951        | 1 грудня 1954           | 29 квітня 2002    |
| Ростов           | 1       | PWR     | ВВЕР-1000/320  | Функціонує   | 950                   | 1 вересня 1981      | 25 грудня 2001          |                   |
| Ростов           | 2       | PWR     | ВВЕР-1000/320  | Функціонує   | 950                   | 1 травня 1983       | 10 грудня 2010          |                   |
| Ростов           | 3       | PWR     | ВВЕР-1000/320  | Функціонує   | 950                   | 15 вересня 2009     | 27 грудня 2014          |                   |
| Ростов           | 4       | PWR     | ВВЕР-1000/320  | Функціонує   | 1011                  | 16 червня 2010      | 28 вересня 2018         |                   |
| Саха             | 1       | PWR     | РИТМ-200Н      | Заплановано  | 55                    | (2024)              | (2028)                  |                   |
| Северськ         | 1       | FBR     | БРЕСТ-300      | Будується    | 280                   | 8 червня 2021       | (2026)                  |                   |
| Південноуральськ | 1       | FBR     | БН-1200М       | Заплановано  | 1200                  |                     |                         |                   |
| Південноуральськ | 2       | FBR     | БН-1200М       | Заплановано  | 1200                  |                     |                         |                   |
| Смоленськ        | 1       | LWGR    | РБМК-1000      | Функціонує   | 925                   | 1 жовтня 1975       | 30 вересня 1983         |                   |
| Смоленськ        | 2       | LWGR    | РБМК-1000      | Функціонує   | 925                   | 1 червня 1976       | 2 липня 1985            |                   |
| Смоленськ        | 3       | LWGR    | РБМК-1000      | Функціонує   | 925                   | 1 травня 1984       | 12 жовтня 1990          |                   |
| Смоленськ        | 4       | LWGR    | РБМК-1000      | Незавершений | 925                   | 1 жовтня 1984       |                         | 1 грудня 1993     |
| Смоленськ        | 5       | LWGR    | РБМК-1000      | Не будувався | 925                   |                     |                         |                   |
| Смоленськ        | 6       | LWGR    | РБМК-1000      | Не будувався | 925                   |                     |                         |                   |
| Смоленськ II     | 1       | PWR     | ВВЕР-TOI       | Заплановано  | 1115                  |                     |                         |                   |
| Смоленськ II     | 2       | PWR     | ВВЕР-TOI       | Заплановано  | 1115                  |                     |                         |                   |

## Дослідницькі реактори
- ІВВ-2М - збудований в 1966 році[18]